# Филип Цветанов
Филип Цветанов, известен като Филип войвода, е български революционер, участник в Българското опълчение и Кресненско-Разложкото въстание.

## Биография
Филип Цветанов е роден около 1845 година в неврокопското село Гайтаниново, което тогава е в Османската империя. Напуска Гайтаниново и емигрира в Русия няколко години преди Априлското въстание от 1876 година. Влиза в средите на революционната емиграция. След избухването на Руско-турската война в 1877 година се записва доброволец в Българското опълчение.
След Берлинския договор шест месеца остава в България, след което по време на Кресненско-Разложкото въстание обикаля Мелнишко и към него се присъединяват Петко Каратодоров и Димитър Имандиев от Гайтаниново. В пролетта, на петата седмица на великия пост, в 1879 година, влиза с чета в Македония. В четата влизат Ташко от Парал, Иван Самарджиев, Петър Белювски, Димитър от Русилово, Димитър Имандиев, Петър Гювделиев, Мито Кюлюмов - и тримата от Гайтаниново, Васил Шебанчето от Тешово, Ангел Белотинцалията, Георги Козаров от Голешово, Даскала Иван от Команич, Костадин Ливадишалията, Иван Зърновалията и Харизан Либяховалията и други. Към четата му се присъединяват четирима участници от Кресненско-Разложкото въстание, заловени при Хърсово, но по-късно освободени от Мелнишкия затвор. Предаден от Петър Сарафов, Филип войвода е обграден в Стъргач и води сражение с редовна турска войска и башибузук, в което загиват 7 турци, а 6 въстаници са пленени и затворени в Неврокоп. Филип войвода се спасява в Лъчкото дере. Вследствие на това избухва афера, от която пострадват Моню от Либяхово, Илю Малаков и още един друг човек от Либяхово, Иван Карпузов, овчар, Никола Голушев, Георги Голушев от Гайтаниново.
Действа в района на село Везник заедно с Делиолан Костадин и Милю войвода като избиват турци по Боздаг и Кърлуковското поле. Събират четите си със Зимбил войвода и общата им чета от 70 души напада Калапот и взимат пари от Димко Пандев.
В ноември на 1879 година Филип войвода се легализира след амнистия.
Умира в 1895 година.